# توماس جی. فالک
توماس جی. فالک (انگلیسی: Thomas J. Falk) (زاده ۱۹۵۹) کارآفرین، بازرگان و مدیر ارشد اجرایی آمریکایی است، که در حال حاضر به‌عنوان مدیر عامل اجرایی و رییس هیئت مدیره شرکت کیمبرلی-کلارک فعالیت می‌کند.